# Immeln
Immeln est une localité suédoise située dans la commune d'Östra Göinge en Scanie.
Sa population était de 302 habitants en 2019.